# Instantní fotoaparát

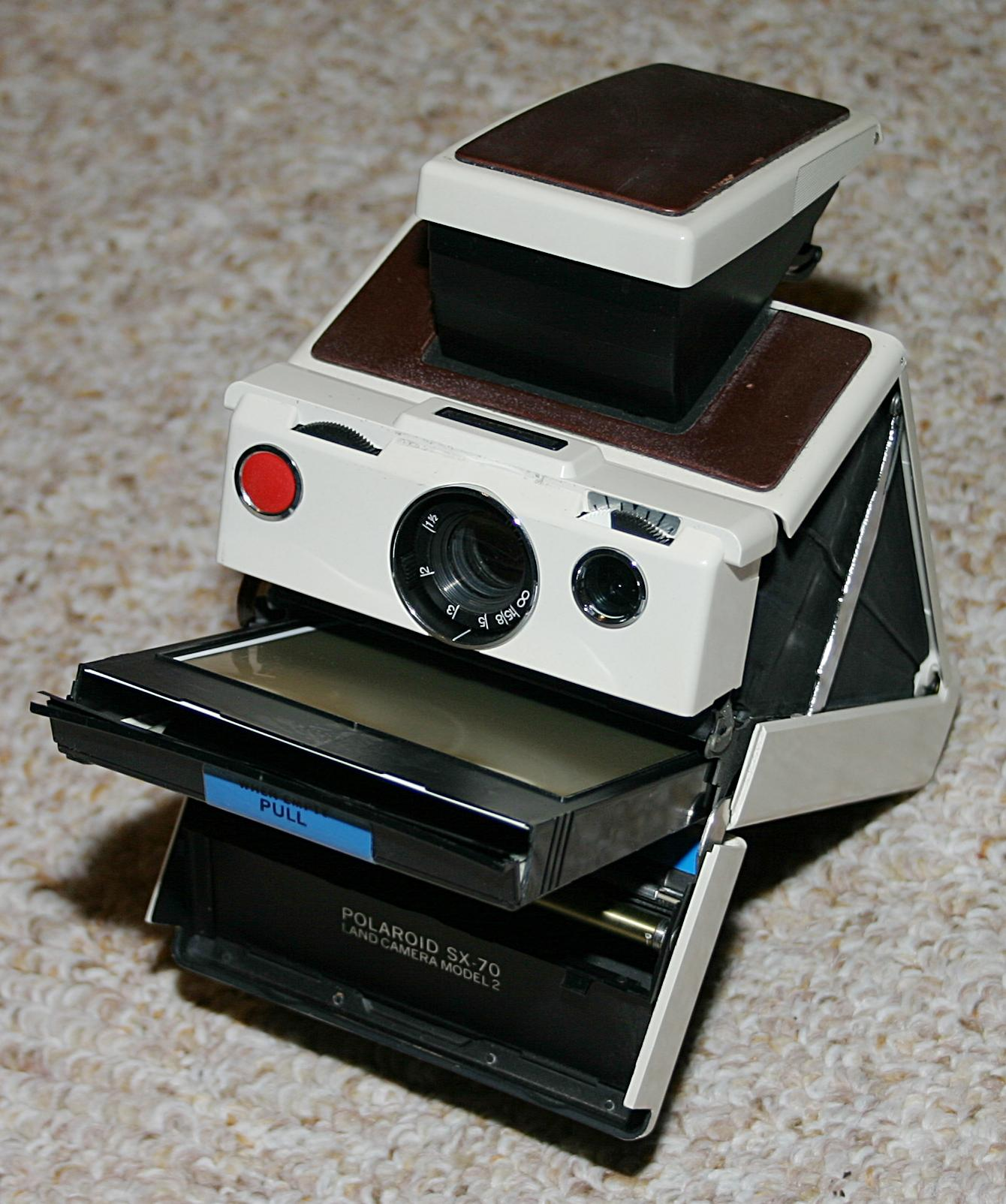
Polaroid SX-70 Model 2

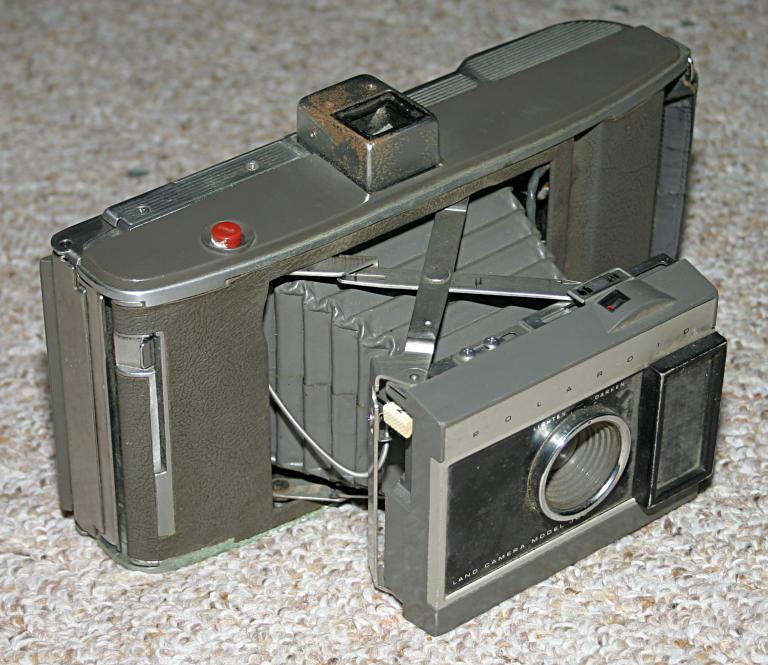
Polaroid Land Camera model J66

Instantní fotoaparát je typ fotoaparátu se samovyvolávacím filmem. Nejznámější z nich jsou ty, které původně vyráběla společnost Polaroid.

## Historie
Vynález moderní instantní kamery je připisován americkému vědci Edwinu Landovi, který vynalezl první komerční instantní fotoaparát s označením Land Camera, v roce 1947, tedy 10 let po založení společnosti Polaroid Corporation.
V únoru 2008 oznámila firma Polaroid, že končí výrobu instantního filmu, uzavřela tři závody a propustila 450 zaměstnanců. Prodej filmů všech výrobců poklesl nejméně v tomto desetiletí o 25 % ročně, a očekává se, že pokles ještě zesílí. V současné době jsou firmy Fujifilm a The Impossible Project jedinými výrobci instantních filmů na světě.
Například populární polaroid SX-70 používá film čtvercového formátu a obsahuje všechny složky expozice (negativ, vývojka, ustalovač). Nejznámějším fotografem, který tento přístroj používal byl André Kertész.
Americká fotografka Elsa Dorfman byla známá díky používání velkoformátové fotografické kamery Polaroid formátu 20x24 palců (jeden ze šesti existujících exemplářů), ze kterého vytvářela velkoformátové tisky. Fotografovala slavné spisovatele, básníky a hudebníky, včetně Boba Dylana a Allena Ginsberga. Polaroid Corporation v roce 2008 kvůli bankrotu zcela zastavila výrobu svých jedinečných produktů instantního filmu. Dorfman se zásobila posledním dostupným instantním filmem 20x24„ na rok dopředu.

## Galerie

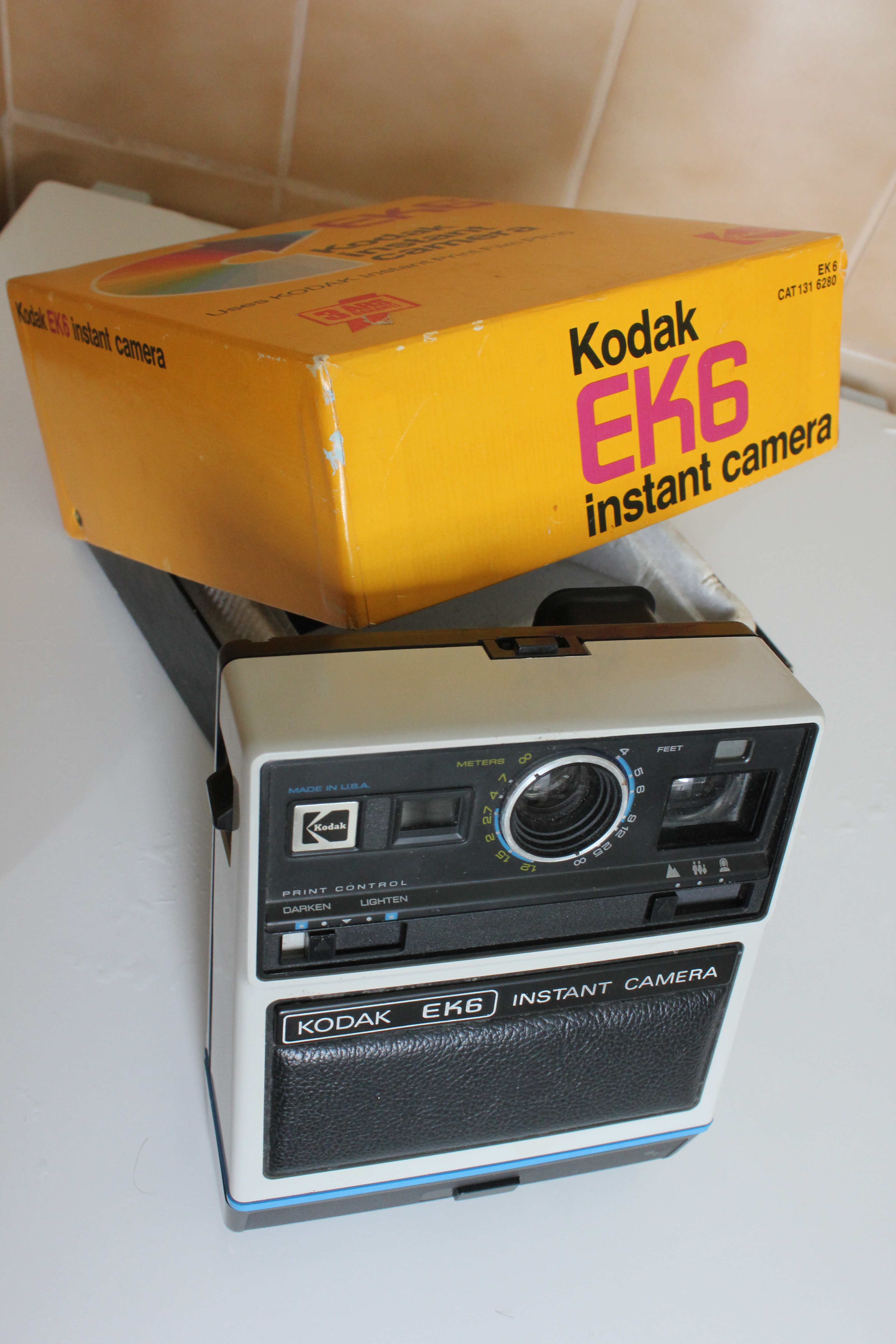
Kodak EK6 Instant Camera
Elsa Dorfman a velkoformátová fotografická kamera Polaroid 20x24 palců